# Ґужно (Західнопоморське воєводство)
Ґужно (пол. Górzno) — село в Польщі, у гміні Бежвник Хощенського повіту Західнопоморського воєводства.
Населення — 207 осіб (2011).
У 1975-1998 роках село належало до Гожовського воєводства.

## Демографія
Демографічна структура станом на 31 березня 2011 року:
|          | Загалом | Допрацездатний вік | Працездатний вік | Постпрацездатний вік |
| -------- | ------- | ------------------ | ---------------- | -------------------- |
| Чоловіки | 103     | 18                 | 76               | 9                    |
| Жінки    | 104     | 17                 | 70               | 17                   |
| Разом    | 207     | 35                 | 146              | 26                   |